# Ignaz Beidtel
Ignaz Beidtel (* 15. Januar 1783 in Hof in Mähren; † 15. Mai 1865 in Troppau) war ein österreichischer Jurist.

## Leben
Ignaz Beidtel wurde als Sohn eines österreichischen Beamten geboren und besuchte von 1793 bis 1797 das Gymnasium in Teschen, das damals noch von den Jesuiten geführt wurde, und studierte anschließend Rechtswissenschaften an der Universität Olmütz. 1803 bestand er die dortige Prüfung zur Zulassung für eine Gymnasialprofessur nicht, weil hierfür nach dem neuen Gymnasialstudienplan von 1804 die Geistlichen bevorzugt wurden, jedoch promovierte er am 16. April 1806 zum Dr. jur. beider Rechte an der Wiener Hochschule.
Aufgrund seiner Kenntnisse im römischen Recht und in der Rechtsgeschichte wurde der Rektor der Wiener Universität, Hofrat Franz von Zeiller, auf ihn aufmerksam. Dieser forderte ihn auf, sich um eine Professur zu bewerben, da 1805 an den Hochschulen in Krakau, Innsbruck, Graz, Olmütz, Klagenfurt und Laibach Lehrstühle für allgemeine Geschichte eingerichtet worden waren.
Am 26. November 1807 wurde er Dozent für Geschichte am Lyzeum in Olmütz und unterrichtete ab dem 5. Oktober 1810 römisches Zivil- und österreichisches Kirchenrecht an der Universität Lemberg. Weil sich den Professoren der Rechte die Möglichkeit einer Advokatur bot, wenn sie die gesetzlichen Anforderungen erfüllten, unterzog Ignaz Beidtel sich 1811 der Advokatursprüfung beim Appellationsgericht in Brünn, hierbei wurde der Staatsrat Freiherr von Münch auf ihn aufmerksam und versuchte ihn für den Justizdienst anzuwerben; weil seine Advokatenpraxis jedoch immer mehr wuchs und er mit seiner Professur zufrieden war, lehnte er das Angebot ab.
Im Oktober 1816 erfolgte seine Ernennung zum Appellationsrat in Zara, ohne dass er hierum gebeten hatte. Zwei Gründe bewogen ihn, seinen Lehrstuhl mit dem Richteramt zu tauschen; zum einen erhielt er sein Gehalt in Olmütz in Papiergeld und in Zara würde die Besoldung in Metallwährung erfolgen und zum anderen glaubte er, dass die Bibliothek in Zara umfangreicher und die Zensurverhältnisse nicht so scharf seien wie in Olmütz. Später kam er an die Appellationsgerichte in Fiume, Klagenfurt und Brünn.
In seiner Schrift Untersuchungen über die kirchlichen Zustände in den kaiserlich österreichischen Staaten, die Art ihrer Entstehung und die in Ansehung dieser Zustände wünschenswerthen Reformen beschrieb er den Zustand der katholischen Kirche in Bezug auf Eigentum und rechtliche Verhältnisse und machte Vorschläge zu Veränderungen, in denen jeder Einfluss auf die Kirche zurückgewiesen wurde; weiterhin schlug er auch vor, eine orthodoxe Presse zuzulassen. In seiner Schrift Das canonische Recht: betrachtet aus dem Standpunkte des Staatsrechts, der Politik, des allgemeinen Gesellschaftsrechts und der seit dem Jahre 1848 entstandenen Staatsverhältnisse untersuchte er das Verhältnis der Kirche zum Staat und entwickelte Vorschläge, die auch die Kirchenfreiheit mit einbezogen. Er vindizierte hierbei besondere Rechte für jene Länder, in denen die Mehrheit der Einwohner sich zur katholischen Kirche bekennt.
Einige Monate nach Erscheinen der Schriften galt er bei den wissenschaftlichen Katholiken als Autorität, in entsprechenden Schriften wurden seine Arbeiten zitiert und in einer Denkschrift der österreichischen Bischöfe zu notwendigen kirchlichen Reformen, die 1949 dem Kultusministerium vorgelegt wurde, sind längere Passagen aus seinen Schriften wörtlich übernommen worden. Dies führte dazu, dass er am 16. Februar 1850 zu einem außerordentlichen Dienst in das Kultusministerium berufen wurde. Der Kultusminister Graf Leo von Thun und Hohenstein übertrug ihm eine Reihe vielfältiger Arbeiten in Bezug auf Religionsfonds, Ehe, theologische Fachstudien und weitere. Seine Arbeiten führten dazu, dass der Minister seine Ernennung zum Hofrat ohne feste Planstelle beantragte, dieser Antrag jedoch durch den Finanzminister nicht gewährt wurde. Im weiteren Verlauf wurden seine Aufgaben verringert und er zu unwichtigen Beratungen zugezogen, bis am 30. April 1851 sein Dienst für beendet erklärt wurde. In der Zeit vor und während des Neoabsolutismus hatten sich die Verhältnisse für Ignaz Beidtel derart negativ verändert, dass er für seine Dienste weder vom Ministerium noch vom Klerus Belohnung oder Anerkennung erhielt, denn er meinte, die Zugeständnisse an Rom dürften ein gewisses Maß nicht überschreiten; später kritisierte er auch das Konkordat von 1855.
Ignatz Beidtel war verheiratet, sein Sohn war der Jurist und Abgeordnete der Frankfurter Nationalversammlung 1848/1849 Carl Beidtel (* 14. September 1817 in Zara; † 6. März 1893 in Innsbruck).

## Mitgliedschaften
- Ignaz Beidtel war ordentliches Mitglied der Akademie der Wissenschaften in Wien.

## Schriften (Auswahl)
- Betrachtungen über einige Gegenstände der Civilgesetzgebung und Staatswirthschaft. Leipzig 1840.
- Übersicht der Geschichte des österreichischen Kaiserthums. Leipzig 1844.
- Die politischen Zustände der österreichischen Staaten, nach dem Zustande vom 16. April 1848. Wien 1848.
- Untersuchungen über die kirchlichen Zustände in den kaiserlich österreichischen Staaten, die Art ihrer Entstehung und die in Ansehung dieser Zustände wünschenswerthen Reformen. Wien 1849.
- Das canonische Recht: betrachtet aus dem Standpunkte des Staatsrechts, der Politik, des allgemeinen Gesellschaftsrechts und der seit dem Jahre 1848 entstandenen Staatsverhältnisse. Regensburg, Manz 1849.
- Über die Justizreformen unter K. Leopold II. Wien 1853.
- Zur Geschichte der Feudal-Verfassung in den deutschen Provinzen der österreichischen Monarchie unter Maria Theresia. Wien 1853.
- Über die Veränderungen in den Feudalverhältnissen in den österreichischen Staaten unter der Regierung Leopold's II. Wien 1854.